# Tsuyoshi Watanabe
Tsuyoshi Watanabe (n. 5 februarie 1997, Prefectura Saitama, Japonia) este un fotbalist japonez.
Watanabe a debutat la echipa națională a Japoniei în anul 2019.

## Statistici
| Japonia | Japonia | Japonia |
| An      | Meciuri | Goluri  |
| ------- | ------- | ------- |
| 2019    | 1       | 0       |
| Total   | 1       | 0       |